# Gabrielle-Suzanne Barbot de Villeneuve
Gabrielle-Suzanne Barbot de Villeneuve (ur. 28 listopada 1685 w Paryżu, zm. 29 grudnia 1755 tamże) – francuska pisarka, współcześnie znana przede wszystkim jako autorka pierwszej wersji baśni Pięknej i Bestii (1740).

## Życiorys[1]
Jako córka Jeana Barbota i Suzanne Allaire, Gabrielle-Suzanne Barbot była potomkinią dwóch protestanckich rodów szlacheckich z La Rochelle. W 1706 roku wyszła za podpułkownika Jeana-Baptiste'a Gaalona de Villeneuve, szlachcica z Poitou. Już po kilku miesiącach małżeństwa zażądała rozdzielności majątkowej ze względu na rozrzutność męża i jego skłonność do hazardu. W 1708 roku urodziła córkę, brak jednak informacji w źródłach o tym, czy dziecko dożyło dojrzałości. Owdowiała w 1711 roku.
W kolejnych latach jej sytuacja finansowa stopniowo się pogarszała. W latach trzydziestych de Villeneuve zamieszkała w Paryżu, gdzie w 1734 roku ukazał się jej debiut literacki Le Phénix conjugal (Feniks małżeński). Tam też poznała dramaturga Crébillona-ojca, z którym mieszkała do końca życia, zarządzając jego domem i asystując mu w pracy cenzora.
Zmarła w 1755 roku.

## Twórczość
Gabrielle-Suzanne de Villeneuve publikowała utwory literackie od lat trzydziestych XVIII wieku, posługując się pseudonimem "Madame de V***". Była autorką noweli Le Phénix conjugal (1734, pol. Feniks małżeński), dwóch zbiorów baśni (La Jeune Américaine et les contes marins, 1740, pol. Młoda Amerykanka i baśnie morskie; Les Belles solitaires, 1745, pol. Piękne samotnice) oraz czterech powieści, z których największy sukces odniosła La Jardinière de Vincennes (1753, pol. Ogrodniczka z Vincennes). Trwałą sławę pisarce przyniosła jednak baśń La Belle et la Bête (Piękna i Bestia), która znalazła się w zbiorze z 1740 roku. Szesnaście lat później została ona zaadaptowana przez Jeanne-Marie Leprince de Beaumont i w tej skróconej i uproszczonej wersji weszła do kanonu literatury dziecięcej.